# Gejjigadahalli, Dod Ballapur
Gejjigadahalli là một làng thuộc tehsil Dod Ballapur, huyện Bangalore Rural, bang Karnataka, Ấn Độ.